# 下北沢レイ
下北沢レイ（しもきたざわレイ）は、京王井の頭線下北沢駅に置かれているAI式案内ロボットである。 

## プロフィール
- 設置年月 - 2019年3月16日（京王公式資料による）
- 設置場所 - 井の頭線下北沢駅中央口
- 製造元 - オムロンソーシアルソリューションズ株式会社
- 対応言語 - 日本語、英語、中国語、韓国語[1]
- 仕事内容：京王線内の案内、下北沢のおすすめスポット紹介
- その他
  - 液晶は13インチ
  - 音声によってコミュニケーションをとる。
  - 首を振ったり手を動かしたりし、感情をよせる。
  - 2019年9月に一旦新宿駅に移動され主任に就任したが[2][3]、再び下北沢に戻った。